# Electro-Hop
Electro-hop (más néven elektronikus rap)  egy újonnan felkapott műfaj, ami elektronikus, gyakran techno vagy house alapokra készült rap. Külföldön olyan neves képviselői vannak a műfajnak, mint Flo Rida, Pitbull, Black Eyed Peas, vagy éppenséggel Akon. Magyarországon elsők között Pixa, SP, Stereo 2.0 és Fluor készített számokat a stílusban.

## Kapcsolódó műfajok
- Elektronikus zene
- Hiphop
- Electropop
- Freestyle zene
- Dance
- Hip house
- Electro house
- Trip hop
- Crunk
- Hyphy
- Baltimore Club